# À cause de mon oncle
À cause de mon oncle est une série télévisée humoristique québécoise en 74 épisodes de 25 minutes scénarisée par Jacques Gagnon et Roger Garand, diffusée du 19 septembre 1977 au 11 juin 1979 à la Télévision de Radio-Canada.

## Fiche technique
- Scénariste : Jacques Gagnon et Roger Garand
- Réalisation : Louis Bédard et Maude Martin
- Société de production : Société Radio-Canada

## Distribution
- Andrée Boucher : Luce Ouellet
- Monique Joly : Rita Ouellet
- Maurice Beaupré : Procule Ouellet
- Lucille Cousineau : Mme St-Amant
- Roland D'Amour : Abbé Dionne
- Claude Gai : Vincent Ouellet
- Louise Lambert : Chantal Paradis
- Yves Létourneau : Phil Rioux
- Béatrice Picard : Blanche Rioux
- Claude Préfontaine : Marcel Lavoie
- Jacqueline Magdelaine : Mme Côté
- Gaston Lepage : Fernand Paquin
- Denise Morelle